# 서울 청계천 유적(광통교지, 수표교지와 오간수문지)
서울 청계천 유적(광통교지, 수표교지와 오간수문지)(서울 淸溪川 遺蹟(廣通橋地,水標橋址와 五間水門址))은 대한민국 서울특별시 종로구 관철동에 있는 조선시대의 교량이다. 2005년 3월 25일 대한민국의 사적 제461호로 지정되었다.

## 개요
청계천은 개천(開川, 인공적으로 물길을 만든 하천)으로서, 도성을 둘러싼 목멱산, 인왕산, 북악산, 낙산 등에서 발원하여 도성 중심부를 서에서 동으로 흘러 중랑천에서 합류하며, 그 길이는 11Km에 달한다.
청계천에는 모전교(毛廛橋), 광통교(廣通橋), 장통교(長通橋), 수표교(手標橋), 하랑교(河浪橋), 효경교(孝經橋), 마전교(馬廛橋), 오간수문(五間水門), 영도교(永渡橋) 등 많은 다리와 수문이 설치되었으며 그 변화상은 도성의 변화와 궤를 같이하고 있다. 이들 다리 관련 유구들은 조선시대 토목기술을 보여주고 있을 뿐만 아니라 설치 및 변천과정의 연구를 통해 도시기능의 확대 및 도성관리체계의 연구에 귀중한 자료가 된다.

### 광통교지
광통교는 도성내에서 가장 큰 다리로 경복궁-육조거리-종루-숭례문으로 이어지는 남북대로를 연결하는 도성 안 중심통로였으며, 주변에 시전이 위치하고 있어 도성에서 가장 많은 사람들이 왕래하던 다리였다. 조선 초 도성건설때 놓여진 것으로 보이는 광통교는 처음에는 토교(土橋)였다가 태종 10년(1410)에 석교(石橋)로 놓이게 되었으며, 이때 신덕왕후 강씨의 릉인 정릉의 석물을 이용하였다고 전한다. 영조 38년(1762)에 증축되었다.

### 수표교지
수표교는 세종 2년(1420)에 마전교라는 이름으로 축조되어 세종 23년(1441)에 서편 상류에 인접하여 박석을 깔고 수심을 측정하기 위한 수표를 세운 이후 수표교라 이름하였다 한다. 수표교는 서울특별시 유형문화재 제18호로 지정되어 장충단공원에 복원되어 있으며, 길이 27.6m, 폭 7.5m, 최대높이 3.4m로 실측되었다. 한편 수표석주는 보물 제838호로 지정되어 있다.

### 오간수문지
오간수문은 도성 개축시에 물길을 고려하여 청계천에 놓은 성벽의 하부구조물로 동대문에서 광희문으로 연결되는 부분에 축조되어 있었다고 한다. 다섯칸의 홍예문이 있었으며, 상부에 성벽이 축조되어 있었던 사진이 전하고 있다.

## 같이 보기
- 청계천
- 서울 청계천 수표 - 보물 제838호
- 수표교 - 서울특별시 유형문화재 제18호

## 참고 자료
- 서울 청계천 유적(광통교지, 수표교지와 오간수문지) - 국가유산청 국가유산포털